# Carlo Janka
Carlo Janka (Obersaxen, 15 oktober 1986) is een Zwitsers alpineskiër. Hij is allrounder en won in zijn carrière elf wereldbekerwedstrijden. Tevens werd hij in 2009 wereldkampioen op de reuzenslalom.

## Carrière
Janka maakte zijn debuut in de wereldbeker op 21 december 2005 in het Sloveense Kranjska Gora, maar hij bereikte de finish niet tijdens de reuzenslalom. In december 2006 bereikte hij in zijn derde wedstrijd voor het eerst de finish: Janka werd 20e en was de jongste deelnemer die er in die wedstrijd in slaagde de tweede manche te bereiken.
In het seizoen 2008/2009 kende hij zijn doorbraak op het allerhoogste niveau. Hij werd tweede op de afdaling in Lake Louise en twee weken later vierde hij zijn eerste wereldbekeroverwinning. Janka was de beste in de reuzenslalom van Val d'Isère. Na de jaarwisseling was hij ook de beste op de super-combinatie in Wengen. Mede door deze overwinning won hij het totaalklassement van de wereldbeker op de combinatie
Bij de wereldkampioenschappen 2009 in Val d'Isère veroverde hij brons op de afdaling. Op de reuzenslalom veroverde hij vervolgens de wereldtitel. Janka had ook de wereldbekerwedstrijd, die eerder op het seizoen op dezelfde piste had plaatsgevonden, gewonnen.
In 2010 maakte hij op 23-jarige leeftijd zijn olympisch debuut op de Spelen van Vancouver. Hij kwam uit op de onderdelen afdaling, super G, reuze slalom, combinatie en behaalde hier respectievelijk een elfde, achtste, eerste en vierde plaats. Janka won het eindklassement in de eindstand van de wereldbeker alpineskiën 2014/2015 in de combinatie.
Op 15 januari 2022 nam hij deel aan de Lauberhorn afdaling. Dit was zijn laatste optreden in wedstrijdverband.

## Belangrijkste resultaten

### Wereldkampioenschappen junioren
| Jaar | Plaats                     | Resultaten                                               |
| ---- | -------------------------- | -------------------------------------------------------- |
| 2005 | Bardonecchia               | 9e afdaling 16e super-G 22e slalom DNF(2) reuzenslalom   |
| 2006 | Mont-Sainte-Anne Le Massif | reuzenslalom · 7e super-G · DNF afdaling · DNF(1) slalom |

### Wereldkampioenschappen
| Jaar | Plaats                 | Resultaten                                                    |
| ---- | ---------------------- | ------------------------------------------------------------- |
| 2009 | Val d'Isère            | reuzenslalom · afdaling · 9e super-G · DNS(2) supercombinatie |
| 2011 | Garmisch-Partenkirchen | 7e Super G 7e Reuzenslalom                                    |
| 2013 | Schladming             | 8e Supercombinatie 19e Afdaling 25e Super DNS2 Reuzenslalom   |
| 2015 | Vail/Beaver Creek      | 6e Combinatie 9e Afdaling 11e Reuzenslalom 12e Super G        |
| 2017 | Sankt Moritz           | 7e Combinatie 8e Super G 22e Reuzenslalom 28e Afdaling        |
| 2019 | Åre                    | 18e Combinatie 35e Afdaling                                   |

### Olympische Spelen
| Jaar | Plaats      | Resultaten                                                    |
| ---- | ----------- | ------------------------------------------------------------- |
| 2010 | Vancouver   | Reuzenslalom · 4e Supercombinatie · 8e Super G · 11e Afdaling |
| 2014 | Sotsji      | 6e Afdaling 8e Supercombinatie 13e Reuzenslalom 22e Super G   |
| 2018 | Pyeongchang | 15e Combinatie                                                |

### Wereldbeker
Eindklasseringen
| Seizoen   | Algm  | AD     | RS     | SG  | SC     |
| --------- | ----- | ------ | ------ | --- | ------ |
| 2006/2007 | 130e  | -      | 40e    | -   | -      |
| 2007/2008 | 64e   | 46e    | 28e    | 46e | 31e    |
| 2008/2009 | 7e    | 16e    | 6e     | 16e | Goud   |
| 2009/2010 | Goud  | Zilver | Zilver | 6e  | Zilver |
| 2010/2011 | Brons | 9e     | 5e     | 6e  | 6e     |
| 2011/2012 | 24e   | 17e    | 16e    | 28e | 19e    |
| 2012/2013 | 48e   | 38e    | 48e    | 27e | 4e     |
| 2013/2014 | 18e   | 20e    | 25e    | 14e | 10e    |
| 2014/2015 | 10e   | 17e    | 12e    | 11e | Goud   |
| 2015/2016 | 9e    | 9e     | 29e    | 5e  | 7e     |
| 2016/2017 | 12e   | 7e     | 20e    | 19e | 30e    |
| 2018/2019 | 58e   | 19e    | -      | 41e | 29e    |
| 2019/2020 | 28e   | 8e     | -      | 38e | -      |

Wereldbekeroverwinningen
| Datum            | Plaats                 | Onderdeel        |
| ---------------- | ---------------------- | ---------------- |
| 13 december 2008 | Val d'Isère            | Reuzenslalom     |
| 16 januari 2009  | Wengen                 | Super-combinatie |
| 4 december 2009  | Beaver Creek           | Super-combinatie |
| 5 december 2009  | Beaver Creek           | Afdaling         |
| 6 december 2009  | Beaver Creek           | Reuzenslalom     |
| 16 januari 2010  | Wengen                 | Afdaling         |
| 10 maart 2010    | Garmisch-Partenkirchen | Afdaling         |
| 12 maart 2010    | Garmisch-Partenkirchen | Reuzenslalom     |
| 5 maart 2011     | Kranjska Gora          | Reuzenslalom     |
| 16 januari 2015  | Wengen                 | Combinatie       |
| 7 februari 2016  | Jeongseon              | Super G          |